# Künstlicher Hügel

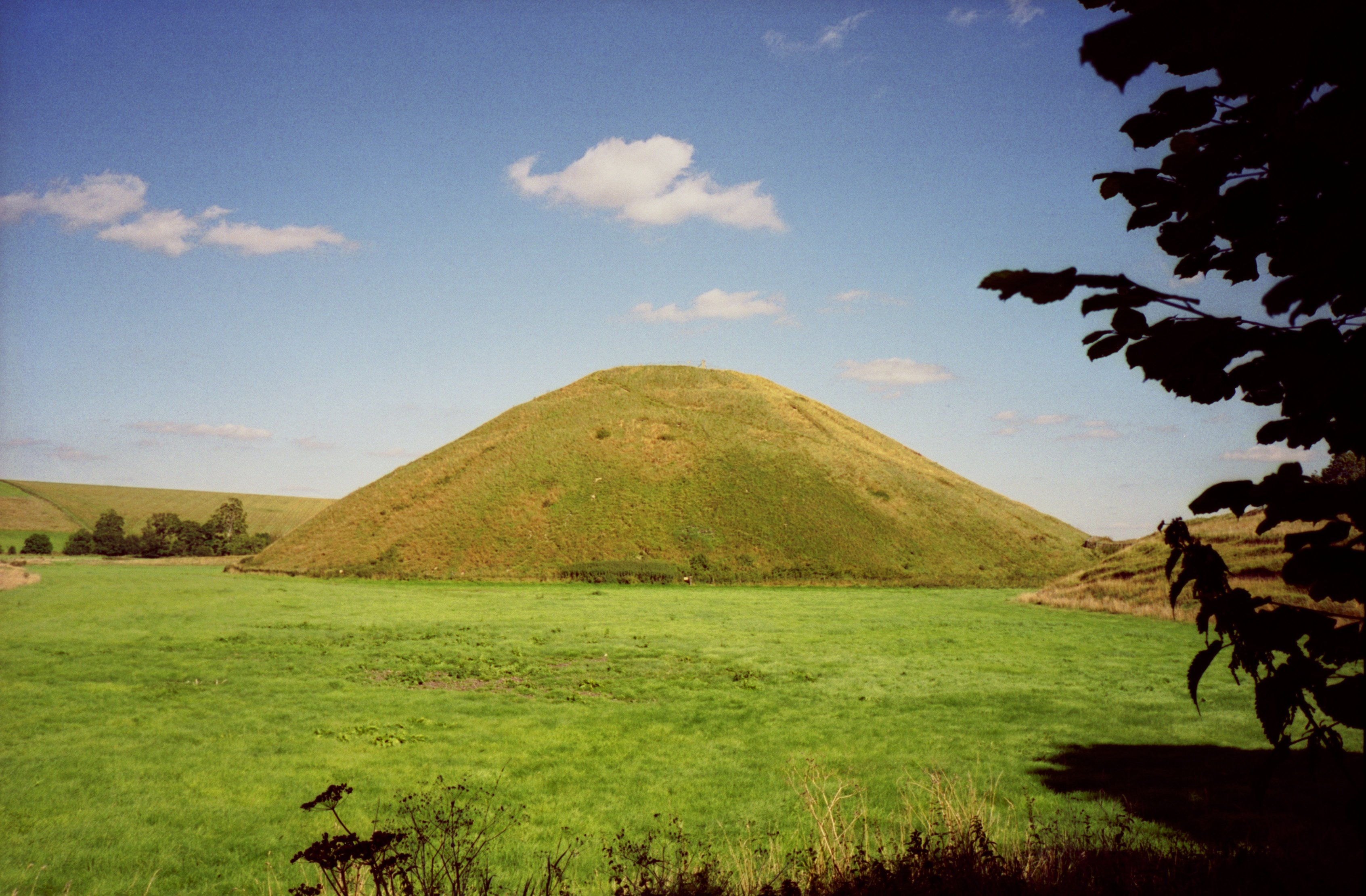
Der Silbury Hill – zusammen mit Stonehenge und Avebury im Jahr 1986 ins UNESCO-Welterbe aufgenommen – gilt als der größte prähistorische künstliche Hügel Europas und einer der größten der Welt.

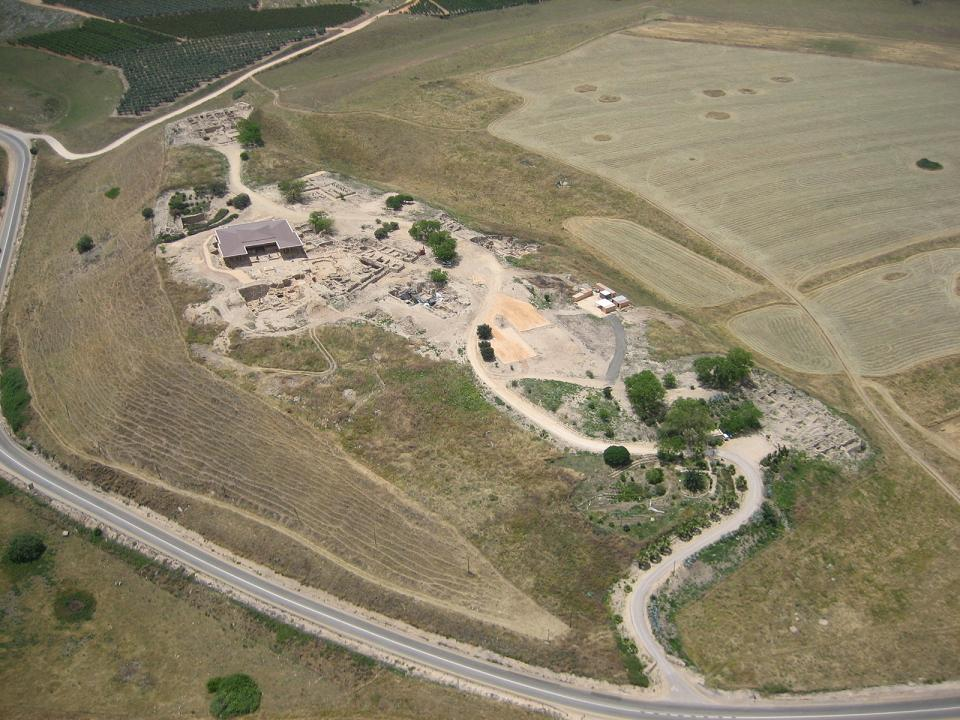
Luftbild des Siedlungshügels Hazor. Die bronzezeitliche kanaanitische Metropole auf einem Tell in Ober-Galiläa nördlich des Sees Genezareth war um 1800 v. Chr. die größte Stadt in Kanaan. - Heute ist die antike Stadt eine Ruine, Tell Hazor, in der Nähe von Zefat.

Als Künstlicher Hügel wird in der Geomorphologie – im Unterschied zum natürlich entstandenen Hügel – eine anthropogen geschaffene, wenig gegliederte Landform bezeichnet.
Es gibt zum Hügel keine allgemeingültige Definition und Beschreibung; die Festlegung ist vom jeweiligen Autor abhängig. Die Geomorphologen setzen im Allgemeinen einen relativen Höhenunterschied von maximal 200 Metern zwischen Gipfel und Umgebung voraus. Die englischsprachige Übersetzung Hill  bezieht sich in der Regel auf die Form der Erhebung. Ein Bezug zur absoluten Meereshöhe wird nicht hergestellt.

## Entstehung
Künstliche Hügel können direkt durch menschliche Maßnahmen in der Natur entstehen, etwa:
- künstliche Aufschüttungen und geformte Hügel als Erdbauwerke[5] im Garten- und Landschaftsbau;[6]
- Grabhügel, als Aufschüttungen aus Erde oder Steingeröll zur Überhügelung prähistorischer Bestattungen (und deren Grabeinbauten). Die Grabhügelsitte wurde vorwiegend in der Jungsteinzeit, Bronzezeit- und Eisenzeit ausgeübt.[7]
- Halden als Hügel aus Abraum, Müll oder anderem entsorgten Material:[8] etwa Trümmerhügel,[9] hügelförmige Abraumhalden[10] oder hügelförmige Müllhalden[11];
- Jedutenhügel, auf denen entlang der Unterweser Warnfeuer entzündet werden konnten, um vor herannahenden Feinden (wie z. B. den Wikingern) zu warnen;
- Køkkenmødding, prähistorische Abfallhaufen aus Nahrungsresten wie Muschelschalen und Schneckengehäusen, die oft als Ergebnis der Gezeitenfischerei an Meeres- oder Flussufern entstanden sind;[12]
- Tell-Siedlungen, bei denen jahrtausendelang Häuser auf den Ruinen alter Häuser gebaut wurden;[13]
- Warften, aus Erde aufgeschüttete Siedlungshügel, die bereits seit dem 3. Jahrhundert v. Chr. lange vor dem Deichbau entstanden und dem Schutz von Menschen und Tieren bei Sturmfluten dienen;[14] oder
- Motten – vorwiegend in Holzbauweise errichtete mittelalterliche Burgen – deren Hauptmerkmal ein künstlich angelegter Erdhügel mit einem meist turmförmigen Gebäude ist.
- Mounds, die künstlichen Hügel im Südosten der USA, die von verschiedenen Indianerkulturen als Kult- und Bestattungsbauten errichtet wurden.[15]

## Benennung
Eine alte Bezeichnung, die vor allem in Eigennamen von künstlichen Hügeln vorkommt, ist Leeberg (mit zahlreichen Namensabwandlungen - wie zum Beispiel Löwenberg), so etwa im Leeberg von Großmugl, einem eisenzeitlichen Grabhügel.

## Einzelne Hügel

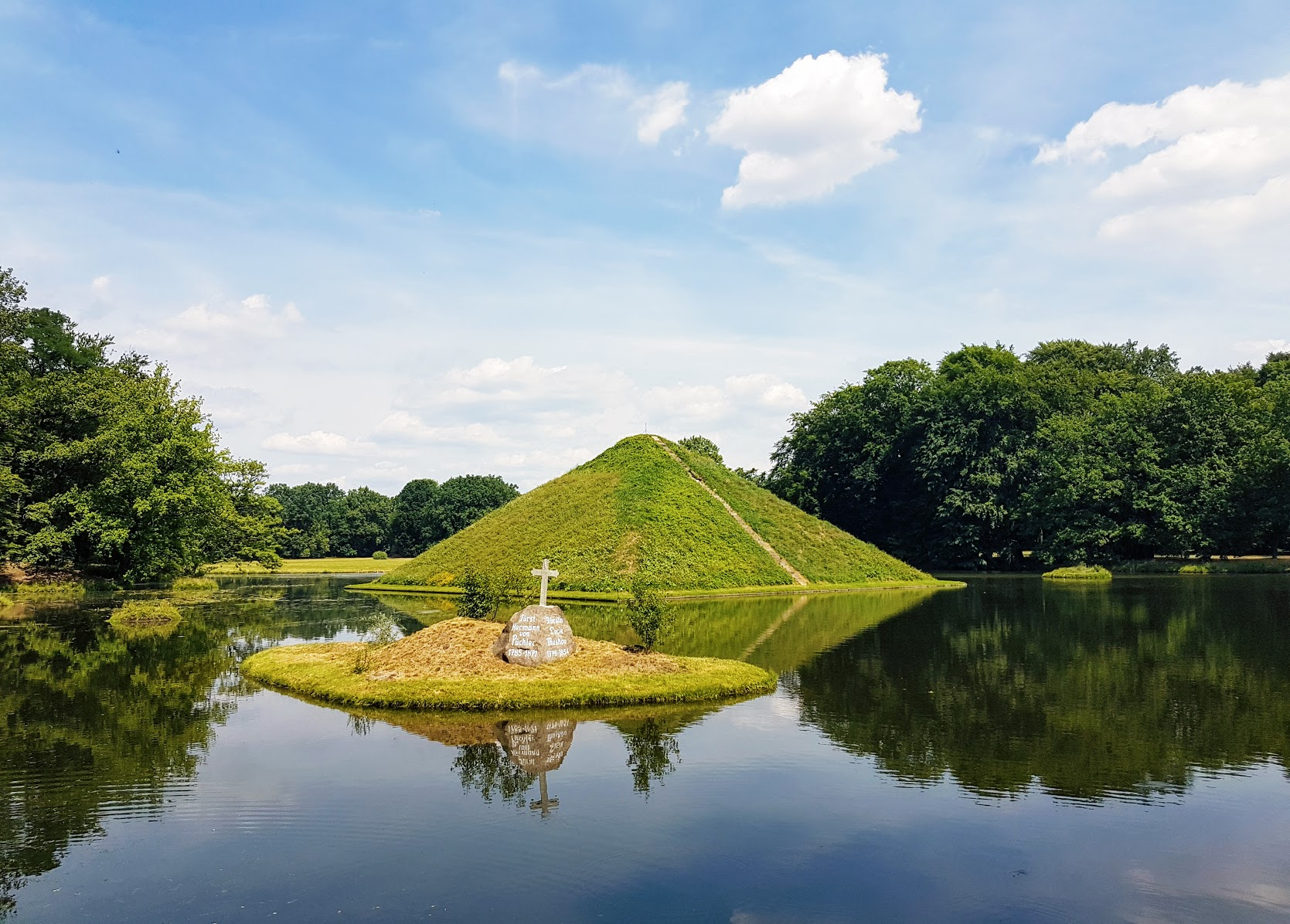
Pyramidensee mit Blick auf die Seepyramide, Begräbnisstätte Fürst Pücklers. Pückler ließ für den Landschaftspark Branitz Seen und Kanäle ausheben und aus dem Aushub Hügel modellieren, sodass aus der flachen Ebene ein Relief entstand. Im Jahr 1856 ließ er hier die Seepyramide, von ihm Tumulus genannt, als seine Grabstätte anlegen. Unweit davon befindet sich Pücklers auf einem künstlichen Hügel errichtete Landpyramide.
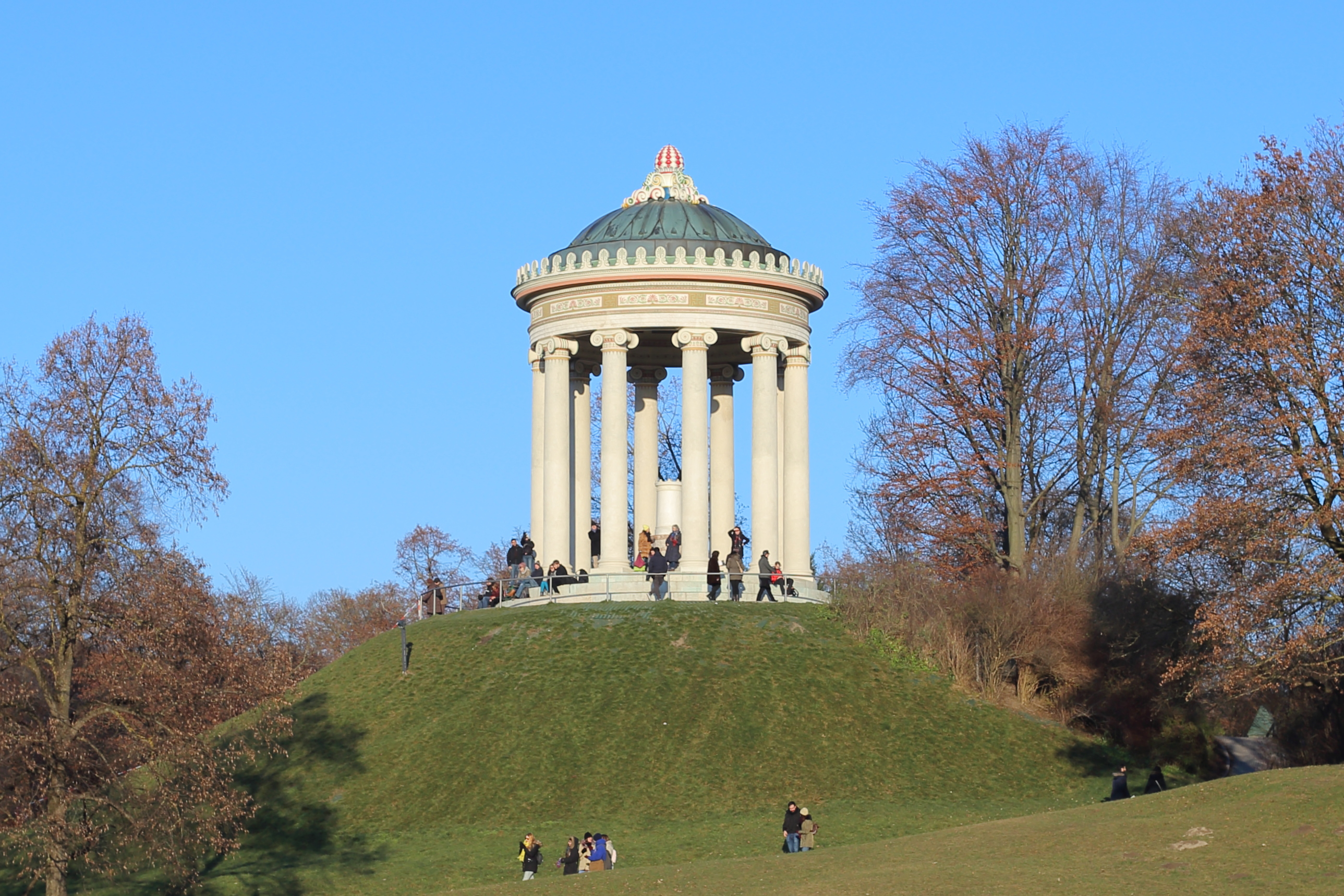
Monopteros auf künstlichem Hügel im Englischen Garten in München. 1832 wurde auf dem ursprünglich flachen Gelände ein 15 Meter hohes Fundament aus Backstein geschaffen, im Laufe mehrerer Jahre durch Erdaufschüttung überhügelt und darauf der Rundtempel errichtet.
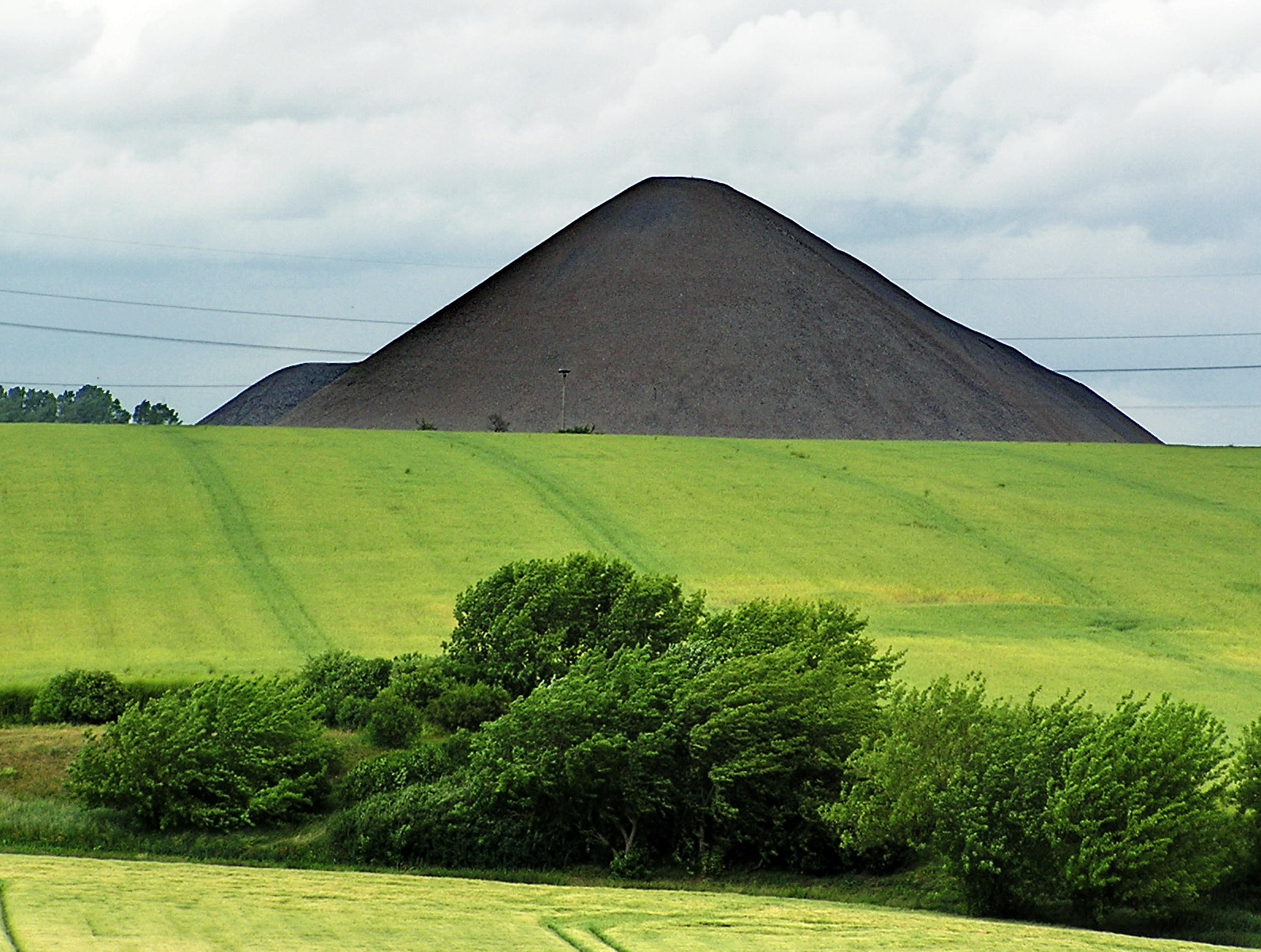
Am Standort des ausgegrabenen Fürstengrabhügels von Helmsdorf erhebt sich heute die Abraumhalde des Otto-Brosowski-Schachtes
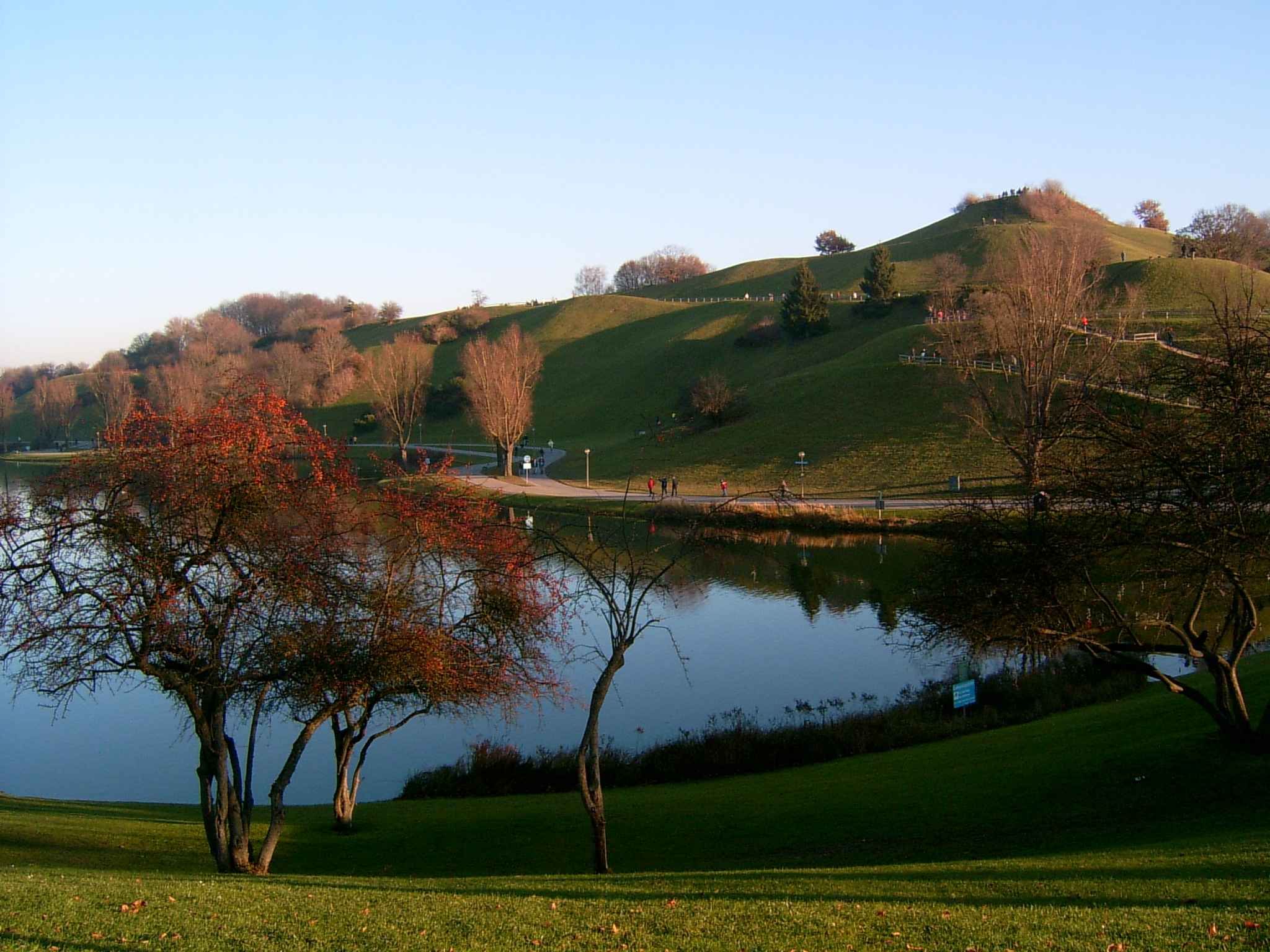
Ein bekannter Trümmerberg ist der 60 Meter hohe Olympiaberg in München. Auf dem umliegenden Gelände wurden die Sportstätten für die Olympischen Sommerspiele 1972 erbaut.
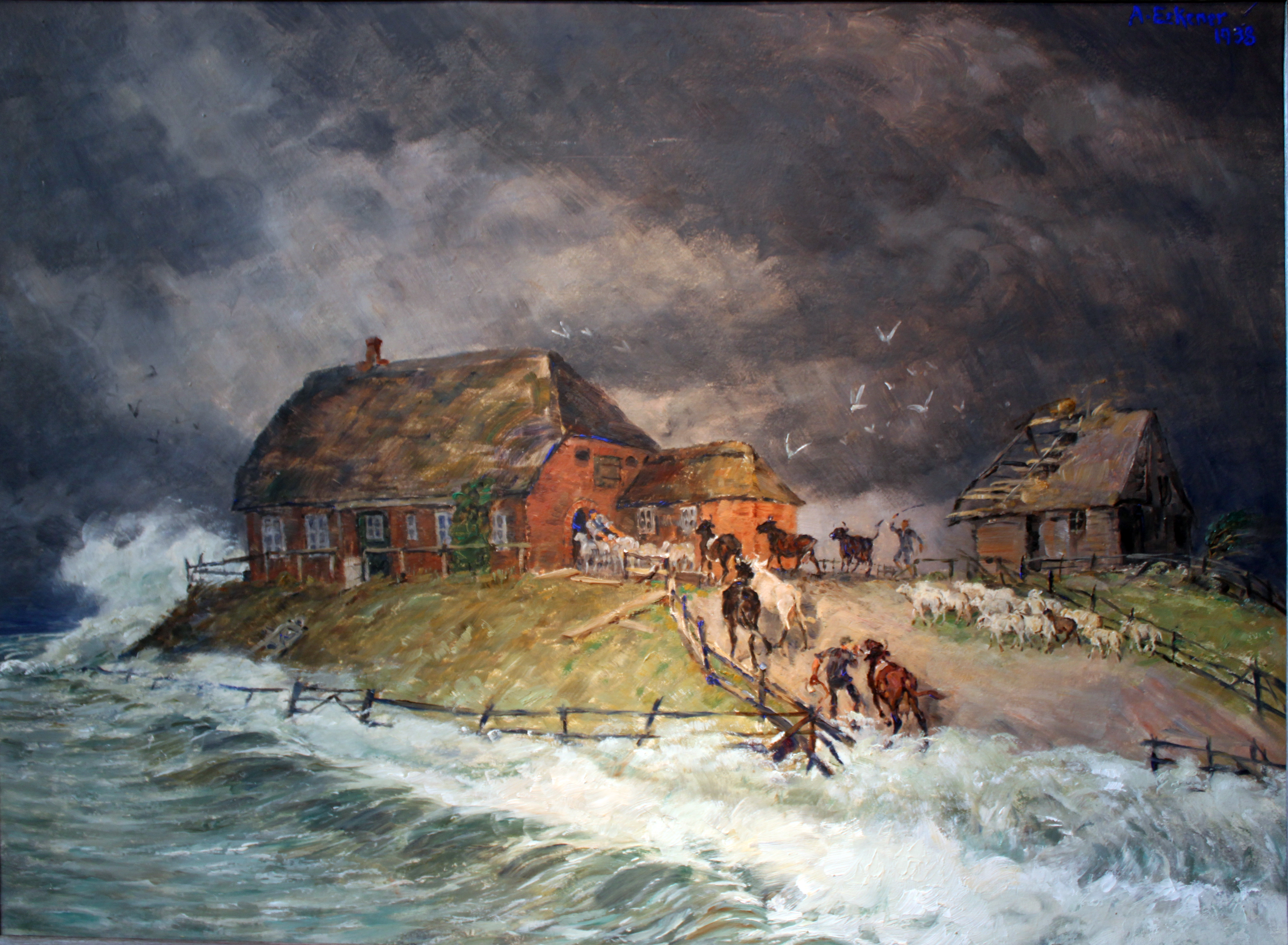
Die Eckner Halligwarft während einer Sturmflut im Jahr 1906 (Gemälde von Alexander Eckener (1870–1944)). Die zum Schutz von Häusern, Menschen und Vieh aufgeworfenen Erdhügel (Warften) bleiben bei Land unter in der Regel von einer Überflutung verschont.
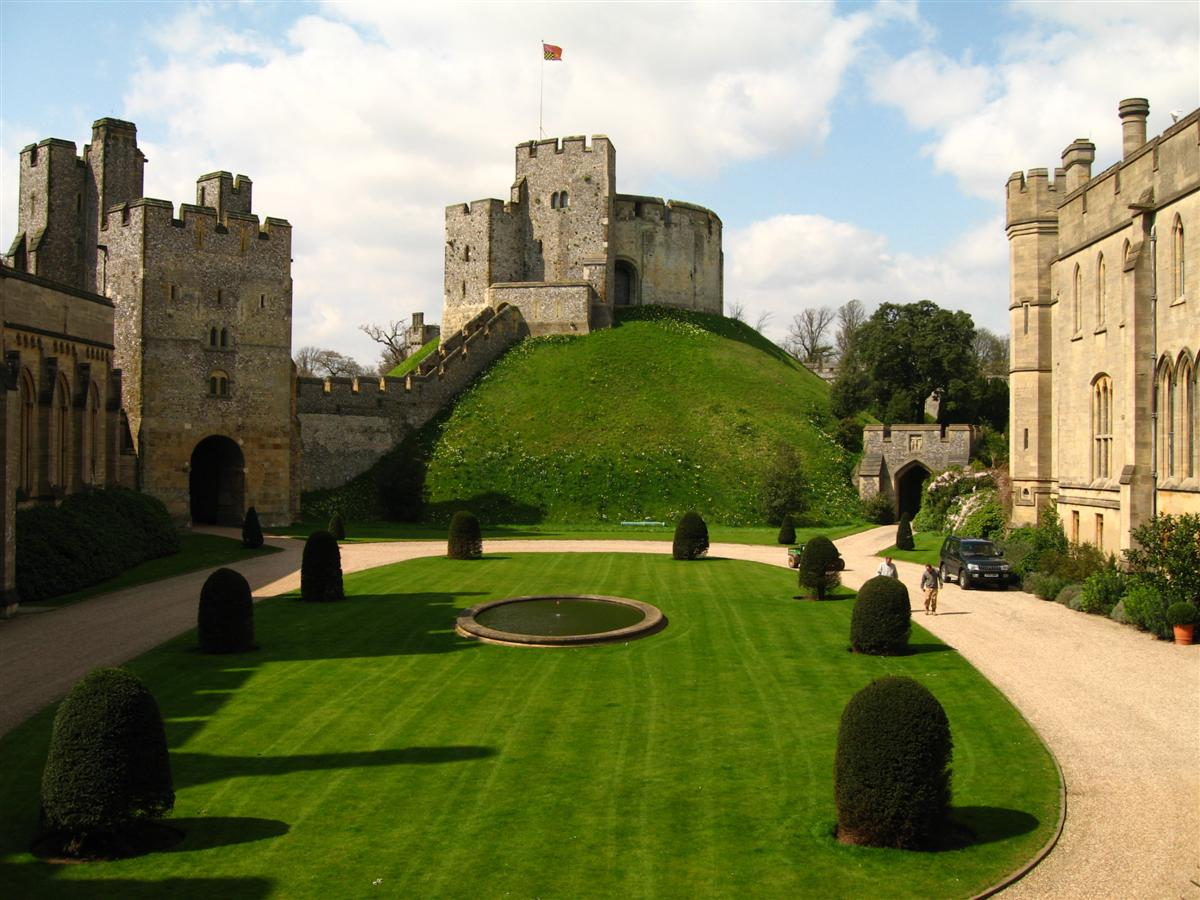
Die zur Steinburg ausgebaute Motte auf dem künstlich angelegten Turmhügel als historischer Kern von Arundel Castle in England. Französisch Motte bedeutet im Deutschen Klumpen oder Erdsode, weitere deutsche Bezeichnungen für die Motte sind Turmhügelburg, Erdhügelburg und Erdkegelburg.